# Leptobatopsis flavoannulata
Leptobatopsis flavoannulata är en stekelart som beskrevs av Dali Chandra och Gupta 1977. Leptobatopsis flavoannulata ingår i släktet Leptobatopsis och familjen brokparasitsteklar. Inga underarter finns listade i Catalogue of Life.